# Campionato mondiale femminile di pallamano 1975
Il campionato mondiale femminile di pallamano 1975 è stato la sesta edizione del massimo torneo di pallamano per squadre nazionali femminili, organizzato dalla International Handball Federation (IHF). Il torneo si è disputato dal 2 al 13 dicembre 1975 in Unione Sovietica, negli impianti di Kiev, Vilnius e Rostov sul Don. Vi hanno preso parte dodici rappresentative nazionali. Il torneo è stato vinto per la seconda volta dalla Germania Est, che in finale ha superato le padrone di casa dell'Unione Sovietica.

## Formato
Le dodici nazionali partecipanti sono state suddivise in tre gironi da quattro squadre ciascuno. Le prime due classificate accedono al girone finale per la conquista del titolo. Nel girone finale ogni squadra porta il risultato ottenuto contro la squadra contro cui ha giocato nel turno preliminare e affronta le altre quattro; la classifica finale del girone definisce la graduatoria del torneo. Le squadre classificate al terzo posto nel turno preliminare si affrontano in un girone a tre per definire i piazzamenti finali dal settimo al nono posto, mentre le squadre classificate al quarto posto nel turno preliminare si affrontano in un girone a tre per definire i piazzamenti finali dal decimo al dodicesimo posto. Le prime quattro classificate si qualificano al torneo femminile di pallamano dei Giochi della XXI Olimpiade.

## Nazionali partecipanti
| Modalità                           | Posti | Qualificate                                                             |
| ---------------------------------- | ----- | ----------------------------------------------------------------------- |
| Nazionale del Paese ospitante      | 1     | Unione Sovietica                                                        |
| Campionato mondiale 1973           | 1     | Jugoslavia                                                              |
| Torneo di qualificazione europeo   | 7     | Cecoslovacchia Danimarca Germania Est Norvegia Polonia Romania Ungheria |
| Torneo di qualificazione asiatico  | 1     | Giappone                                                                |
| Campionato africano 1974           | 1     | Tunisia                                                                 |
| Torneo di qualificazione americano | 1     | Stati Uniti                                                             |

## Turno preliminare

### Girone A

#### Classifica
| Pos. | Squadra        | Pt | G | V | N | P | GF | GS | DR  |
| ---- | -------------- | -- | - | - | - | - | -- | -- | --- |
| 1.   | Romania        | 6  | 3 | 3 | 0 | 0 | 57 | 34 | +23 |
| 2.   | Cecoslovacchia | 4  | 3 | 2 | 0 | 1 | 48 | 45 | +3  |
| 3.   | Norvegia       | 2  | 3 | 1 | 0 | 2 | 38 | 42 | -4  |
| 4.   | Giappone       | 0  | 3 | 0 | 0 | 3 | 39 | 61 | -22 |

#### Risultati
| Vilnius 3 dicembre 1975 | Romania | 24 – 18 (12-8) | Giappone |  |

| Vilnius 3 dicembre 1975 | Cecoslovacchia | 21 – 12 | Norvegia |  |

| Vilnius 4 dicembre 1975 | Romania | 13 – 10 (6-3) | Norvegia |  |

| Vilnius 4 dicembre 1975 | Cecoslovacchia | 21 – 13 (10-3) | Giappone |  |

| Vilnius 5 dicembre 1975 | Romania | 20 – 6 (9-2) | Cecoslovacchia |  |

| Vilnius 5 dicembre 1975 | Norvegia | 16 – 8 (9-5) | Giappone |  |

### Girone B

#### Classifica
| Pos. | Squadra    | Pt | G | V | N | P | GF | GS | DR  |
| ---- | ---------- | -- | - | - | - | - | -- | -- | --- |
| 1.   | Jugoslavia | 6  | 3 | 3 | 0 | 0 | 68 | 20 | +48 |
| 2.   | Ungheria   | 4  | 3 | 2 | 0 | 1 | 53 | 26 | +27 |
| 3.   | Danimarca  | 2  | 3 | 1 | 0 | 2 | 43 | 41 | +2  |
| 4.   | Tunisia    | 0  | 3 | 0 | 0 | 3 | 17 | 94 | -77 |

#### Risultati
| Rostov sul Don 3 dicembre 1975 | Ungheria | 17 – 9 (7-6) | Danimarca |  |

| Rostov sul Don 3 dicembre 1975 | Jugoslavia | 41 – 3 (20-2) | Tunisia |  |

| Rostov sul Don 4 dicembre 1975 | Ungheria | 28 – 6 (14-3) | Tunisia |  |

| Rostov sul Don 4 dicembre 1975 | Jugoslavia | 16 – 9 | Danimarca |  |

| Rostov sul Don 5 dicembre 1975 | Jugoslavia | 11 – 8 (7-6) | Ungheria |  |

| Rostov sul Don 5 dicembre 1975 | Danimarca | 25 – 8 (13-4) | Tunisia |  |

### Girone C

#### Classifica
| Pos. | Squadra          | Pt | G | V | N | P | GF | GS | DR  |
| ---- | ---------------- | -- | - | - | - | - | -- | -- | --- |
| 1.   | Germania Est     | 5  | 3 | 2 | 1 | 0 | 63 | 24 | +39 |
| 2.   | Unione Sovietica | 5  | 3 | 2 | 1 | 0 | 58 | 22 | +36 |
| 3.   | Polonia          | 2  | 3 | 1 | 0 | 2 | 35 | 45 | -10 |
| 4.   | Stati Uniti      | 0  | 3 | 0 | 0 | 3 | 18 | 83 | -65 |

#### Risultati
| Kiev 3 dicembre 1975 | Germania Est | 24 – 6 (9-4) | Polonia |  |

| Kiev 3 dicembre 1975 | Unione Sovietica | 33 – 4 (11-2) | Stati Uniti |  |

| Kiev 4 dicembre 1975 | Polonia | 21 – 6 | Stati Uniti |  |

| Kiev 4 dicembre 1975 | Germania Est | 10 – 10 | Unione Sovietica |  |

| Kiev 5 dicembre 1975 | Germania Est | 29 – 8 (15-3) | Stati Uniti |  |

| Kiev 5 dicembre 1975 | Unione Sovietica | 15 – 8 (9-3) | Polonia |  |

## Turno principale

### Girone per il piazzamento 10º-12º posto

#### Classifica
| Pos. | Squadra     | Pt | G | V | N | P | GF | GS | DR  |
| ---- | ----------- | -- | - | - | - | - | -- | -- | --- |
| 10.  | Giappone    | 4  | 2 | 2 | 0 | 0 | 43 | 20 | +23 |
| 11.  | Stati Uniti | 2  | 2 | 1 | 0 | 1 | 24 | 30 | -6  |
| 12.  | Tunisia     | 0  | 2 | 0 | 0 | 2 | 23 | 40 | -17 |

#### Risultati
| Vilnius 7 dicembre 1975 | Giappone | 17 – 10 (6-5) | Stati Uniti |  |

| Vilnius 8 dicembre 1975 | Stati Uniti | 14 – 13 | Tunisia |  |

| Vilnius 9 dicembre 1975 | Giappone | 26 – 10 (14-3) | Tunisia |  |

### Girone per il piazzamento 7º-9º posto

#### Classifica
| Pos. | Squadra   | Pt | G | V | N | P | GF | GS | DR  |
| ---- | --------- | -- | - | - | - | - | -- | -- | --- |
| 7.   | Polonia   | 4  | 2 | 2 | 0 | 0 | 30 | 20 | +10 |
| 8.   | Norvegia  | 2  | 2 | 1 | 0 | 1 | 23 | 24 | -1  |
| 9.   | Danimarca | 0  | 2 | 0 | 0 | 2 | 19 | 28 | -9  |

#### Risultati
| Vilnius 7 dicembre 1975 | Polonia | 14 – 11 (9-5) | Norvegia |  |

| Vilnius 8 dicembre 1975 | Polonia | 16 – 9 | Danimarca |  |

| Vilnius 9 dicembre 1975 | Norvegia | 12 – 10 (8-4) | Danimarca |  |

### Girone finale

#### Classifica
| Pos. | Squadra          | Pt | G | V | N | P | GF | GS | DR  |
| ---- | ---------------- | -- | - | - | - | - | -- | -- | --- |
| 1.   | Germania Est     | 9  | 5 | 4 | 1 | 0 | 60 | 49 | +11 |
| 2.   | Unione Sovietica | 7  | 5 | 3 | 1 | 1 | 70 | 58 | +12 |
| 3.   | Ungheria         | 6  | 5 | 3 | 0 | 2 | 52 | 46 | +6  |
| 4.   | Romania          | 4  | 5 | 2 | 0 | 3 | 65 | 55 | +10 |
| 5.   | Jugoslavia       | 3  | 5 | 1 | 1 | 3 | 59 | 63 | -4  |
| 6.   | Cecoslovacchia   | 1  | 5 | 0 | 1 | 4 | 43 | 78 | -35 |

#### Risultati
| Kiev 7 dicembre 1975 | Germania Est | 10 – 9 (6-6) | Ungheria |  |

| Kiev 7 dicembre 1975, ore 16:15 | Unione Sovietica | 17 – 16 (13-8) | Romania |  |

| Kiev 7 dicembre 1975 | Jugoslavia | 13 – 13 (7-4) | Cecoslovacchia |  |

| Kiev 9 dicembre 1975 | Germania Est | 13 – 12 (7-6) | Jugoslavia |  |

| Kiev 9 dicembre 1975 | Unione Sovietica | 16 – 8 (12-2) | Cecoslovacchia |  |

| Kiev 9 dicembre 1975, ore 18:15 | Ungheria | 11 – 10 (9-6) | Romania |  |

| Kiev 11 dicembre 1975 | Unione Sovietica | 17 – 12 (7-6) | Jugoslavia |  |

| Kiev 11 dicembre 1975 | Ungheria | 12 – 5 (6-1) | Cecoslovacchia |  |

| Kiev 11 dicembre 1975, ore 18:15 | Germania Est | 10 – 7 (5-4) | Romania |  |

| Kiev 13 dicembre 1975, ore 14:30 | Romania | 12 – 11 (6-6) | Jugoslavia |  |

| Kiev 13 dicembre 1975 | Germania Est | 17 – 11 (7-7) | Cecoslovacchia |  |

| Kiev 13 dicembre 1975 | Ungheria | 12 – 10 (6-5) | Unione Sovietica |  |

## Classifica finale
| Pos.    | Nazione          |
| ------- | ---------------- |
| Oro     | Germania Est     |
| Argento | Unione Sovietica |
| Bronzo  | Ungheria         |
| 4       | Romania          |
| 5       | Jugoslavia       |
| 6       | Cecoslovacchia   |
| 7       | Polonia          |
| 8       | Norvegia         |
| 9       | Danimarca        |
| 10      | Giappone         |
| 11      | Stati Uniti      |
| 12      | Tunisia          |

|  | Qualificata ai Giochi della XXI Olimpiade |

## Statistiche

### Classifica marcatrici
Fonte:.
| Pos. | Nome                 | Nazionale        | Reti | Tiri dai 7 m |
| ---- | -------------------- | ---------------- | ---- | ------------ |
| 1    | Tat'jana Makarec     | Unione Sovietica | 35   | 16           |
| 2    | Zinaida Turčina      | Unione Sovietica | 32   | 18           |
| 3    | Magdalena Miklós     | Romania          | 23   | 0            |
| 4    | Matija Litošenko     | Unione Sovietica | 23   | 2            |
| 4    | Hitomi Matsushita    | Giappone         | 23   | 2            |
| 6    | Waltraud Kretzschmar | Germania Est     | 23   | 9            |
| 7    | Rozália Soós         | Romania          | 23   | 11           |
| 8    | Milenka Lukić        | Jugoslavia       | 22   | 10           |
| 9    | Simona Arghir        | Romania          | 21   | 0            |
| 10   | Amália Sterbinszky   | Ungheria         | 21   | 8            |